# Опанец (област Плевен)
 За другото българско село вижте Опанец (Област Добрич).  
Опанѐц е село  в Северна България. То се намира в община Плевен, област Плевен.

## География
В близост до селото се намира река Вит. Съседни населени места са с. Буковлък и град Долна Митрополия. Селото е разделено на два квартала – старо село и ново село. Новото село е по-голямо по площ и население и е в близост до главния път София-Русе. Град Плевен е на около 1-2 километра.

## Климатични условия
Климатът е умерено континентален. Средните януарски температури са отрицателни, а юлските високи. Този район е с най-голяма температурна амплитуда. Проявяват се североизточни студени ветрове през зимата, а през лятото е топло с влажни северозападни ветрове. Климатичните условия са подходящи за развитие на селското стопанство, особено за отглеждане на зърнени култури и овощни насаждения.

## Релеф
Релефът има хълмист характер. Най-високата точка е в средата на землището е с надморска височина 218,12 m, а най-ниската е в западната част на долината на река Вит – 47,7 m. Най-изразените релефни форми са оврази и дерета.

## Почви
На територията на землището преобладават алувиалните почви с представители ливадни и делувиално-ливадните почви, които са най-благоприятни за развитието на зърнени култури, овощни видове и зеленчуци. Друг основен почвен тип разпространен на територията на землището са черноземните. Те са с високо съдържание на хумус и повишена мощност на хумусния слой. Черноземните почви са представени от карбонатни черноземни и излужени черноземни. Двата типа се характеризират с хумусен хоризонт с мощност от 50 до 80 см със сиво или кафяво-черен цвят и са благоприятни за развитието на житни култури, зеленчуци и овощни насаждения.

## История
Открити са следи от старо селище от 2-3 век в областта „Смръдля“. В центъра на селото има паметник в памет на руските войни и военно-полевата болница на Пирогов. На хълма над селото (на мястото на турската табия) има паметник на румънските войници загинали при обсадата на Плевен по време на руско-турската освободителна война. Северозападно от селото се намират два паметника посветени на Септемврийското въстание от 1923 г.

## Религии
Религията, която се изповядва е християнство. В селото има стара църква, която е разрушена по време на социалистическия режим, а се строи нова в Новото село. Църквата вече е завършена.

## Обществени институции
В селото има кметство, здравна служба и основно училище, в което учат около 34 деца и 10 учители. Има също и детска градина, която е посещавана от около 100 деца и 10 преподаватели.

## Културни и природни забележителности
В близост до селото има паметници на руски войници, които са загинали за освобождението на България от османско владичество.

## Редовни събития
Празникът на селото е на 24 май и съвпада с Деня на българската просвета и култура и на славянската писменост. Празникът се отбелязва с традиционен събор.

## Кухня
Кухнята по този край е типично северняшка. Подправките, лютите чушлета, соленото, чесън и кромид са сред най-често използваните съставки. Предпочитат се ястията със запръжка и тези с много бял хляб, но най-вкусно е с домашно замесената бабина питка.

## Спорт
Футболен отбор „Бенковски“.